# Слоймер, Герман Отто
Ге́рман О́тто Сло́ймер (нем. Hermann Otto Sleumer; 1906—1993) — немецкий, впоследствии нидерландский ботаник.

## Биография
Герман Отто Слоймер родился в Саарбрюккене 21 февраля 1906 года. В 1927 году поступил в Тюбингенский университет, где учился фармационному делу. В 1928 году перешёл в Мюнхенский университет, где в 1929 году прошёл государственный фармацевтический экзамен. Затем Слоймер изучал ботанику во Фрайбургском университете, в 1932 году получил там степень доктора философии. С 1933 по 1949 Слоймер работал в Ботаническом музее Берлин-Далем, в 1937 году прошёл хабилитацию. Во время Второй мировой войны Слоймер служил военным фармацевтом.
С 1949 по 1953 Герман Отто Слоймер работал в Институте Мигеля Лильо при Национальном университете в Сан-Мигеле.
В 1953 году Слоймер прибыл в Лейден, став одним из работников редакции книги Flora Malesiana. С 1956 года он работал куратором Рейксгербария. В 1962 году он принял нидерландское подданство. В 1972 году Слоймер стал почётным сотрудником гербария.
1 октября 1993 года Герман Отто Слоймер скончался.
Среди многочисленной тропической флоры Слоймер наиболее активно изучал систематику семейства Флакуртиевые. Его авторству принадлежит раздел книги А. А. Пулле Flora of Suriname, посвящённый этому семейству, а также монография этого семейства 1980 года из серии Flora neotropica. Для книги Энглера и Прантля Die natürlichen Pflanzenfamilien он обрабатывал семейства Олаксовые и Опилиевые.

## Некоторые научные публикации
- Sleumer, H.O. Die Pflanzenwelt des Kaiserstuhls. — Dahlem bei Berlin, 1934. — 170 p.
- Sleumer, H.O. Monographie der Gattung Hyndocarpus. — Berlin, 1938. — 94 p.
- Sleumer, H.O. Die Gattung Escallonia (Saxifragaceae). — Amsterdam, 1968. — 146 p.
- Sleumer, H.O. Flacourtiaceae // Flora Neotropica. — New York, 1984. — Vol. 22. — 499 p.
- Sleumer, H.O. Olacaceae // Flora Neotropica. — New York, 1984. — Vol. 38. — 159 p.

## Роды и некоторые виды растений, названные в честь Г. О. Слоймера
- Sleumeria Utteridge, Nagam. & Teo, 2005
- Sleumerodendron Virot, 1968
- Agapetes sleumeriana P.F.Stevens, 1972
- Agarista sleumeri Judd, 1984
- Alyxia sleumeri Markgr., 1977
- Antennaria sleumeri Cabrera, 1957
- Begonia sleumeri L.B.Sm. & B.G.Schub., 1955
- Cheilotheca sleumerana H.Keng, 1974
- Cinnamomum sleumeri Kosterm., 1970
- Clethra sleumeriana K.S.Hao, 1937
- Cryptocarya sleumeri Kosterm., 1968
- Dendrobium sleumeri Ormerod, 2003
- Diospyros sleumeri Kosterm., 1977
- Endiandra sleumeri Kosterm., 1969
- Euceraea sleumeriana Steyerm. & Maguire, 1972
- Falcatifolium sleumeri de Laub. & Silba, 1988
- Fimbristylis sleumeri J.Kern, 1968
- Gaultheria sleumeri Smitinand & P.H.Hô, 1988
- Gaultheria sleumeriana Kin.-Gouv., 1982
- Gonocaryum sleumeri Villiers, 1997
- Oxalis sleumeri Lourteig, 1995
- Polyscias sleumeri Philipson, 1978